# Victor Ruffy
Victor Ruffy (Lutry, 18 gennaio 1823 – Berna, 29 dicembre 1869) è stato un avvocato e politico svizzero, membro del Consiglio federale dal 6 dicembre 1867 al 29 dicembre 1869, giorno della sua morte.

## Biografia
Durante gli studi, che si svolsero tra Losanna e l'Università di Heidelberg, Ruffy fece parte di tre associazioni studentesche: la Société des Belles-Lettres, di cui fu presidente nel 1839; della Zofingia dal 1841 al 1844; e della Società elvetica. Partecipò alla guerra del Sonderbund, che contrappose i cantoni confederati liberali e radicali a quelli conservatori. Una volta completati gli studi, divenne giudice del tribunale del Canton Vaud.
Federalista, nel 1858 fu eletto al Consiglio nazionale tra le file dei radicali, e fu Presidente della camera bassa tra il 1863 e il 1864. Durante il suo mandato da consigliere nazionale, fu anche Gran Consigliere del Canton Vaud tra il 1859 e il 1863. Dopo essere stato Consigliere di Stato del Canton Vaud nel 1863, entrò nel Tribunale federale, di cui fu Presidente nel 1867.
Il 6 dicembre 1867 fu eletto al Consiglio federale al primo scrutinio con 120 voti su 155, sostituendo il dimissionario Constant Fornerod. Dal 1º gennaio al 31 dicembre 1868 diresse il Dipartimento delle finanze; l'anno dopo fu messo a capo del Dipartimento militare. Morì a poche settimane dal suo quarantasettesimo compleanno, e fu sostituito da Paul Cérésole, vodese anche lui.
Fu padre di Eugène Ruffy, a sua volta Consigliere federale.